# Hugging Face
Hugging Face, Inc. — американская компания, разрабатывающая инструменты для создания приложений с использованием машинного обучения. Она наиболее известна своей библиотекой Transformers, созданной для приложений обработки естественного языка, и своей платформой, которая позволяет пользователям обмениваться моделями машинного обучения и наборами данных.

## История
Основана в 2016 году Клеманом Делангом, Жюльеном Шомоном и Томасом Вольфом первоначально как компания, разрабатывающая приложение для чат-ботов, ориентированное на подростков. После открытия исходного кода модели чат-бота компания сосредоточилась на том, чтобы стать платформой для демократизации машинного обучения.
В марте 2021 года Hugging Face привлекла 40 миллионов долларов в рамках раунда финансирования серии B.
28 апреля 2021 года компания запустила семинар BigScience в сотрудничестве с несколькими другими исследовательскими группами. В 2022 году семинар завершился анонсом BLOOM, многоязычной модели со 176 миллиардами параметров.
21 декабря 2021 года компания объявила о приобретении Gradio, программной библиотеки, используемой для создания интерактивных демонстраций моделей машинного обучения в браузере.
5 мая 2022 года компания объявила о раунде финансирования серии C под руководством Coatue и Sequoia. Компания получила оценку в 2 миллиарда долларов.
26 мая 2022 года компания объявила о партнёрстве с Graphcore для оптимизации своей библиотеки Transformers для Graphcore IPU.
3 августа 2022 года компания анонсировала Private Hub, корпоративную версию общедоступного Hugging Face Hub, которая поддерживает SaaS или локальное развёртывание.